# Andrea Cordero Lanza di Montezemolo
Andrea Cordero Lanza di Montezemolo (Torí, 27 d'agost de 1925 - Roma, 19 de novembre de 2017) fou un cardenal italià de l'Església Catòlica. Va ser arxipreste de la basílica de Sant Pau Extramurs de Roma entre 2005 i 2009. Va ser creat cardenal diaca pel Papa Benet XVI el 24 de març de 2006, sent elevat al rang de cardenal prevere pro hac vice pel Papa Francesc el 20 de juny de 2016.

## Biografia
Montezemolo va néixer a Torí, fill del marquès Giuseppe Cordero Lanza di Montezemolo. El seu pare, Giuseppe, va ser un oficial de l'exèrcit, torturat i executat durant la Massacre de les fosses Ardeatines pel seu paper en la resistència a l'ocupació nazi de Roma. Andrea i la seva germana Adriana han destacat, en diverses ocasions, pel seu perdó als perpetradors, notablement vers Erich Priebke. La seva mare, Amalia Dematteis, fa ser oient laica durant el Concili Vaticà II, a més de ser president nacional del Patronat d'assistència espiritual de les Forces Armades (avui ordinariat militar d'Itàlia). A més està emparentat amb Luca Cordero di Montezemolo, antic president de Ferrari, FIAT i d'Alitalia.

### Estudis i presbiterat
Estudià A Torí i a Roma, i lluità durant la II Guerra Mundial. Després de la guerra, prosseguí els seus estudis en arquitectura, dedicant-s'hi professionalment i donant classes. Més tard discerní la seva vocació al sacerdoci i reprengué els estudis en teologia i filosofia a la Pontifícia Universitat Gregoriana. També estudià a la Pontifícia Acadèmia Eclesiàstica, obtenint finalment un doctorat en dret canònic per la Pontifícia Universitat Laterana.

### Servei a la Santa Seu
Al 1976 va ser nomenat Secretari del Pontifícia Commissió "Justitia et Pax" a la Cúria Pontifícia. El 5 d'abril de 1977 va ser nomenat arquebisbe titular de Pandosia i Pro-nunci apostòlic a Papua Nova Guinea i delegat apostòlic a les illes Salomó. El 25 d'octubre de 1980 va ser traslladat com a nunci apostòlic a Nicaragua i Hondures; i l'1 d'abril de 1986 a l'Uruguai.
El 28 d'abril de 1990 esdevingué delegat apostòlic a Jerusalem i Palestina i, un mes després, també pro-nunci a Xipre. Durant aquest nomenament, assegurà l'acord de 1993 amb el govern d'Israel per l'Acord Fonamental entre la Santa Seu i l'Estat d'Israel, que allisà el terreny per establir unes relacions diplomàtiques plenes, convertint-se també en el primer nunci a Israel. El seu darrer càrrec diplomàtic va ser Nunci a Itàlia i San Marino, pel que va ser nomenat el 17 d'abril de 2001.
Al 2005 dissenyà l'escut d'armes de Benet XVI, i poc després, el 31 de maig de 2005, va ser nomenat arxipreste de la basílica de Sant Pau Extramurs. Com a arxipreste realitzà, amb l'assistència dels monjos benedictins de l'abadia de Sant Pau, importants treballs arquitectònics i de restauració pel benefici dels fidels locals i dels pelegrins que arriben d'arreu del món.
El Papa Benet XVI el creà cardenal al consistori del 24 de maig de 2006, amb el títol de cardenal diaca de Santa Maria in Portico. Com que Montezemolo ja tenia 80 anys en ingressar al Col·legi Cardenalici, ja no podia participar en un conclave.
El 3 de juliol de 2009 Montezemolo va ser rellevat com a arxipreste de Sant Pau Extramurs per l'arquebisbe Francesco Monterisi, anterior secretari de la congregació per als Bisbes. En una entrevista al 2013, Montezemolo afirmà que el Papa emèrit Benet XVI necessitava un nou escut d'armes, ara que ja no era el pontífex. «El problema ara és si el Papa emèrit pot mantenir el mateix escut d'armes o no. (...) I com a persona que sempre s'ha dedicat a això, dic "no".» Dissenyà un nou escut d'armes, que creia que podria ser emprat per l'anterior pontífex. Va moure les grans claus de Sant Pere de la part posterior de l'escut a la part superior, a més de fer-les més petites. «Però això només és una proposta, no és pas oficial.», remarcà.
El 20 de juny de 2016 optà per l'orde presbiteral, mantenint invariada la diaconia, sent elevada a títol presbiteral pro hac vice.

## Honors
Gran Creu de Cavaller de l'orde de la República Italiana – 19 de gener de 1999
 Balí Cavaller de Gran Creu de Justícia Eclesiàstic del Sacre Militar Orde Constantinià de Sant Jordi (Casa de Borbó-Dues Sicílies) - 24 de març de 2006
 Gran Creu de Cavaller de l'orde de Sant Esteve Papa i màrtir - 15 de març de 1999
 Gran Creu de Cavaller del Sant Sepulcre de Jerusalem
 Capellà Conventual del Sobirà Orde Militar de Malta - 1962
 Gran Creu Conventual del Sobirà Orde Militar de Malta - 1999
 Balí Gran Creu d'Honor i de Devoció del Sobirà Orde Militar de Malta - 25 de maig de 2006